# 科夫帕基
49°5′29″N 39°1′3″E / 49.09139°N 39.01750°E
科夫帕基（烏克蘭語：Ковпаки）是位於烏克蘭東部的村莊，由盧甘斯克州夏斯季亚区的新艾達爾市鎮負責管轄。該村始建於1874年，面積0.84平方公里，海拔高度93米，2001年人口7，人口密度每平方公里8.37人。